# Грег Волден
Грегорі Пол Волден (англ. Gregory Paul Walden; нар. 10 січня 1957, Те-Деллз, Орегон) — американський політик-республіканець, представляє 2-й округ штату Орегон у Палаті представників США з 1999 року.
У 1981 році він закінчив Орегонський університет, до початку політичної діяльності володів декількома радіостанціями. До 1987 працював помічником конгресмена Денні Сміта, член Палати представників Орегону з 1989 по 1995, член Сенату штату з 1995 по 1997.